# Cosmo's Factory
Cosmo's Factory är det amerikanska rockbandet Creedence Clearwater Revivals femte studioalbum, utgivet i juli 1970. Namnet på albumet härrör ifrån ett skämt av gruppens trumslagare Doug Clifford, vars smeknamn är Cosmo. Han kallade skämtsamt gruppens tidiga replokal för "the factory" (fabriken) på grund av John Fogertys vilja att öva hårt nära nog varje dag. 
Albumet blev etta på albumlistan i såväl USA som Storbritannien. De mest framgångsrika låtarna från albumet var de av John Fogerty skrivna, i synnerhet "Lookin' out My Back Door", "Travelin' Band" och "Up Around the Bend", vilka alla blev topp 5 på den amerikanska singellistan. I Storbritannien blev även balladen "Long as I Can See the Light" listnoterad. Den var egentligen b-sida till "Lookin' Out My Back Door", men blev i England alltså mer framgångsrik än denna. En förkortad version av "I Heard It Through the Grapevine" blev en mindre amerikansk hitsingel 1976 då den släpptes i en förkortad version i samband med utgivandet av samlingsalbumet Chronicle.
Albumet hade enligt RIAA sålt guld i december 1970, och 1990 hade det sålt fyrfaldig platina. Magasinet Rolling Stone listade detta album som #265 i sin lista The 500 Greatest Albums of All Time.

## Låtlista
1. "Ramble Tamble" (John Fogerty) - 7:10
2. "Before You Accuse Me" (Bo Diddley) - 3:27
3. "Travelin' Band" (John Fogerty) - 2:07
4. "Ooby Dooby" (Wade Moore/Dick Penner) - 2:07
5. "Lookin' out My Back Door" (John Fogerty) - 2:35
6. "Run Through the Jungle" (John Fogerty) - 3:10
7. "Up Around the Bend" (John Fogerty) - 2:42
8. "My Baby Left Me" (Arthur Crudup) - 2:19
9. "Who'll Stop the Rain" (John Fogerty) - 2:29
10. "I Heard It Through the Grapevine" (Barrett Strong/Norman Whitfield) - 11:07
11. "Long as I Can See the Light" (John Fogerty) - 3:33

## Listplaceringar
| Lista (1970)   | Position                  |
| -------------- | ------------------------- |
| Australien     | 1 (Go Set)                |
| Finland        | 1                         |
| Frankrike      | 1                         |
| Kanada         | 1 (RPM)                   |
| Nederländerna  | 2                         |
| Norge          | 1 (VG-lista)              |
| Storbritannien | 1 (UK Albums Chart)       |
| Sverige        | 3* (Kvällstoppen)         |
| USA            | 1 (Billboard 200)         |
| USA            | 11 (Billboard R&B Albums) |
| Västtyskland   | 4                         |